# سوتری
سوتری (به ایتالیایی: Sutri) یک کومونه در ایتالیا است که در استان ویتربو واقع شده‌است.

## خصوصیات
سوتری ۶۰٫۸۵ کیلومترمربع مساحت و ۶٬۳۱۵ نفر جمعیت دارد و ۲۹۱ متر بالاتر از سطح دریا واقع شده‌است.